# Еггштедт
Еггштедт (нім. Eggstedt) — громада в Німеччині, розташована в землі Шлезвіг-Гольштейн. Входить до складу району Дітмаршен. Складова частина об'єднання громад Бург-Занкт-Міхелісдонн.
Площа — 12,79 км2. Населення становить 773 ос. (станом на 31 грудня 2020).